# Tracy MacCharles
Tracy MacCharles (née en 1963) est une femme politique provinciale canadienne de l'Ontario.

## Biographie
Née à Scarborough, MacCharles étudie à l'Université Brock de St. Catharines où elle obtient un diplôme en Affaires et Administration publique. Elle travaille ensuite pour Manulife dans divers rôles liés aux ressources humaines.

## Politique provinciale
Élue députée libérale de Pickering—Scarborough-Est en 2011, elle devient secrétaire parlementaire du ministre de la Jeunesse, des Services sociaux et Communautaires en novembre 2011. Promue ministre des Services gouvernementaux et Services aux consommateurs (en) dans le cabinet de la nouvelle première ministre Kathleen Wynne en février 2013, elle est mutée au Ministère des Services à l'enfance et à la jeunesse en juin 2014 peu de temps après avoir été réélue.
Tentant une réforme dans un programme de service pour enfants autistes, celle-ci échoua et MacCharles fut recalée en tant que ministre sans portefeuille responsable de la Condition féminine. Elle redevient ministre des Services gouvernementaux et Services aux consommateurs en janvier 2017 et annonce son intention de ne pas se représenter aux élections de 2018 et son retrait de la vie politique.